# Kajmany na Zimowych Igrzyskach Olimpijskich Młodzieży 2012
Kajmany na Zimowych Igrzyskach Olimpijskich Młodzieży 2012, które odbywały się w Innsbrucku  miał reprezentować 1 zawodnik, lecz ostatecznie nie wystartował.
Dean Travers jest młodszym bratem Dowa Traversa, który startował podczas Zimowych Igrzysk Olimpijskich 2010 w Vancouver.

## Skład reprezentacji Kajmanów

### Narciarstwo alpejskie
Chłopcy
- Dean Travers